# Waterville (Irlanda)
Waterville è un paese all'interno del Ring of Kerry, nell'omonima contea irlandese.

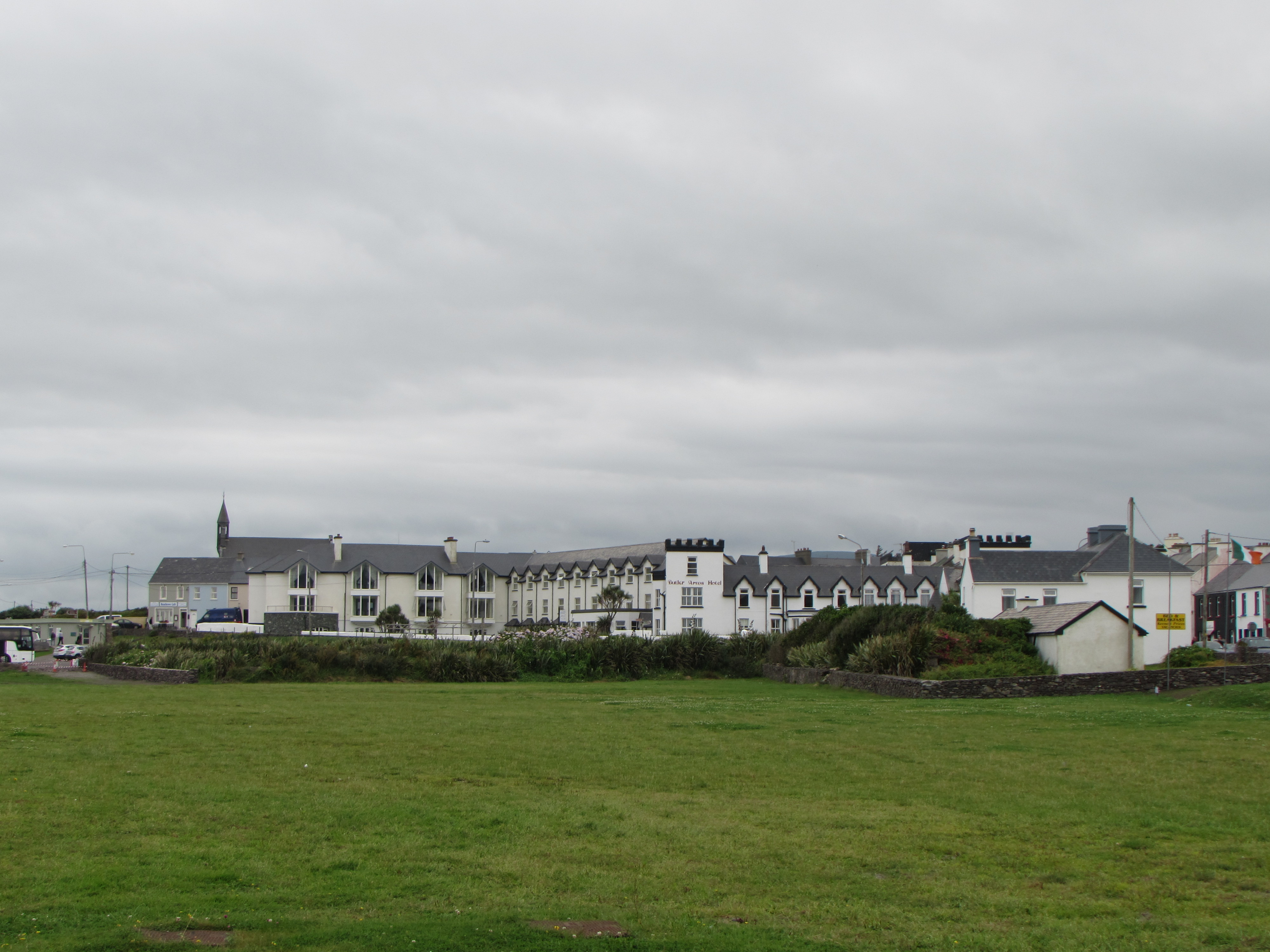
Le case bianche del lungomare di Waterville

Si tratta di un'ampia spiaggia, sulla quale scorrazzano i cani e si infrangono le onde dell'oceano, mentre dietro il paesino è pieno di ristorantini e locali, allineati quasi geometricamente lungo il mare, arricchito da innumerevoli casette colorate che costeggiano la strada.
Era il luogo di villeggiatura preferito di Charlie Chaplin, che ci veniva con la sua famiglia: una statua sul lungomare dedicata al celebre Charlot ce lo ricorda.

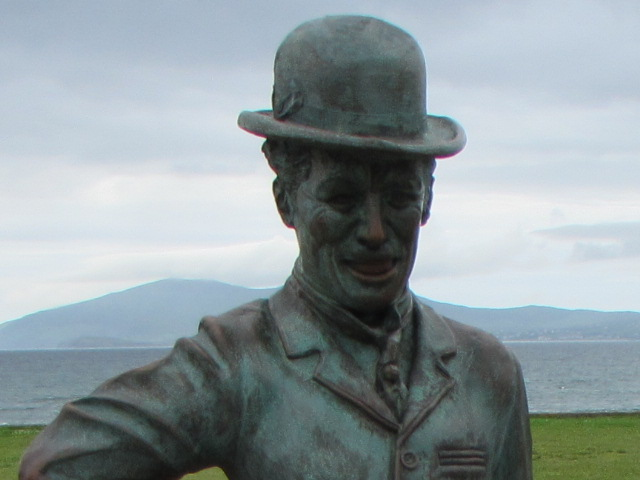
Statua di Charlie Chaplin sul lungomare di Waterville